# Luuk Van Middelaar
Luuk Johannes van Middelaar, né le 9 mai 1973 à Eindhoven, est un écrivain et philosophe néerlandais. Depuis décembre 2009, il est membre du cabinet du président du Conseil européen, Herman Van Rompuy. Il est surtout connu pour son livre The Passage to Europe (publié à l'origine en 2009, largement traduit).

## Biographie
Luuk van Middelaar étudie l'histoire et la philosophie à l'université de Groningue et au centre de recherches politiques Raymond Aron à Paris. Il devient pour un temps le conseiller politique et rédacteur de discours de Frits Bolkestein, et Jozias van Aartsen.
En 2009, il obtient son doctorat de l'université d'Amsterdam soutenant un sujet de thèse de doctorat sur les origines et le développement de l'Union européenne.

### Prix
- 1999 : Prix de Paris
- 2002 : Prix de la liberté pour ses contributions à la pensée libérale
- Décembre 2012 : Prix du livre européen[1] pour Le Passage à l’Europe : Histoire d’un commencement

## Publications
- Quand l’Europe improvise. Dix ans de crises politiques, trad. du néerlandais par Daniel Cunin, Gallimard, coll. « Le Débat », 2018[2], 416 p.  (ISBN 978-2-072-73492-2)
- Le Passage à l’Europe. Histoire d’un commencement, trad. du néerlandais par Daniel Cunin et Olivier Vanwersch-Cot, Gallimard, coll. « Bibliothèque des Idées », 2012[3], 480 p.  (ISBN 978-2-070-13033-7)[4],[5]
- Le réveil géopolitique de l' Europe. Éditions du Collège de France, Paris, 2021.

Suite de conférences prononcées au Collège de France, sur l'invitation de l'Assemblée des professeurs.

### Source
- (en) Cet article est partiellement ou en totalité issu de l’article de Wikipédia en anglais intitulé « Luuk van Middelaar » (voir la liste des auteurs).